# (6638) 1989 CA
1989 سي أي (ويعرف أيضًا باسم (6638) 1989 سي أي وفق تسمية الكوكب الصغير) (بالإنجليزية: 1989 CA)‏ هو كويكب ضمن حزام الكويكبات؛ وترتيبه 6638 من حيث الاكتشاف.
اكتُشف هذا الجُرم الفلكي بواسطة هيروشي موري في 2 فبراير 1989.

## وصلات خارجية
- (6638) 1989 CA في قاعدة بيانات مختبر الدفع النفاث لأجرام النظام الشمسي الصغيرة

- الاكتشاف · مخطط المدار ·  العناصر المدارية · المعلمات المادية

- (6638) 1989 CA على موقع ويكي سكاي: DSS2, SDSS, GALEX, IRAS, Hydrogen α, X-Ray, Astrophoto, Sky Map, Articles and images